# Julian Gualtieri
Julian Andrea Gualtieri (Borgo Maggiore, 26 luglio 1995) è un ex cestista sammarinese.
Con la Nazionale di San Marino ha partecipato agli Europei dei Piccoli Stati nel 2011, 2012, 2013 e 2014.
Dopo il ritiro dalla pallacanestro professionistica, ha intrapreso una carriera nel settore finanziario e attualmente lavora come consulente a Miami.

## Carriera

### Club
Dopo aver militato nelle giovanili di alcune squadre della Riviera Romagnola (tra le quali Angels Santarcangelo e il settore giovanile del Basket Rimini) decise di trasferirsi negli Stati Uniti d'America per entrare a far parte della Miami Senior High School, scuola che venne frequentata da Udonis Haslem e Carlos Arroyo.
Gualtieri, nella stagione 2013-14 viene ingaggiato dalla Fulgor Libertas Forlì in Serie A2 dove colleziona complessivamente 23 presenze.
Dopo la breve esperienza italiana decide di tornare negli states ed entra a far parte della Florida Golden Panthers in NCAA Division 1.
Nell'estate 2015 approda nella Serie B nazionale Italiana con la maglia degli Angels Santarcangelo.

### Nazionale
Esordisce con la nazionale U-16 di San Marino nel 2011 quando vince la medaglia d'argento ai Campionati Europei dei piccoli stati U-16.
Nel 2013 vince la medaglia d'oro agli Europei dei piccoli stati U-18 segnando in finale 54 punti e venendo nominato MVP del torneo.
Nel 2012 esordisce con la Nazionale maggiore a soli 16 anni dove San Marino conquista il quarto posto ai Campionati Europei dei Piccoli Stati grazie anche ai 10.4 punti di media a partita.

### Carriera finanziaria
Dopo il ritiro dalla pallacanestro professionistica, Julian si trasferisce a Miami, Stati Uniti, dove intraprende una carriera come Consulente finanziario presso Morgan Stanley. Attualmente ricopre il ruolo di Vicepresidente e si occupa di gestire investimenti per clienti internazionali e statunitensi, tra cui imprenditori, professionisti e investitori del settore sportivo e dell'intrattenimento.

### FIBA Europe All Star Game
Nel 2011 viene selezionato per lo FIBA Europe All Star Game in Lithuania, la partita più importante d'Europa che vede militare i 24 giocatori Under 18 migliori del continente.
Nel 2013 viene nuovamente selezionato per lo FIBA Europe All Star Game questa volta in Slovenia in cui segna 8 punti con la squadra bianca, giocando contro l'attuale stella NBA Dario Šarić.

## Palmarès

### Nazionale
Argento Europeo dei piccoli stati U-16
San Marino U-16: 2011
Argento Europeo dei piccoli stati U-18
San Marino U-18: 2011
Oro Europeo dei piccoli stati U-18
San Marino U-18: 2013

### Individuale
- MVP Campionato Europeo dei piccoli stati U-18

2011
- MVP Campionato Europeo dei piccoli stati U-18

2013